# Semaeopus anomala
Semaeopus anomala är en fjärilsart som beskrevs av Paul Dognin 1902. Semaeopus anomala ingår i släktet Semaeopus och familjen mätare. Inga underarter finns listade i Catalogue of Life.